# 카빌도 (칠레)
카빌도(스페인어: Cabildo)는 칠레 발파라이소 주 페토르카 현의 코무나이다.